# Kieter (Adelsgeschlecht)

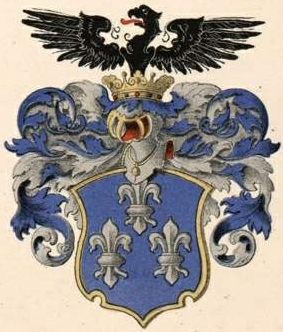
Familienwappen derer von Kieter (1882)

Kieter ist der Familienname eines deutsch-baltischen Adelsgeschlechts, welches bereits 1791 in den Reichsadel erhoben worden war und mit Samuel Ludwig von Kieter (1758–1829) erstmals in der lettischen Stadt Wenden als Fiskalverwalter auftrat.

## Geschichte
Mit dem Adelsdiplom vom 18. Mai 1791 wurde Samuel Ludwig Kieter mit dem Adelsprivileg „von“ in den Reichsadel aufgenommen. Er und seine Nachkommen führten den Namen „von Kieter“ und das zugehörige Wappen.   S.L. Kieter war Ratsherr, Sekretär der Kreisstadt Wenden und zuständiger Fiskalbeamter. In der männlichen Stammreihe folgte ihm sein Sohn Johann Ludwig Alexander (1789–1852). Mit dessen Söhnen Konstantin (* 1811), Alexander (* 1813), Gregor (* 1814) und Theodor (* 1826) etablierte sich die Familie in Livland.

## Stammfolge von Kieter
Samuel Ludwig von Kieter (* 24. Januar 1758 in Kassigkemen, Ostpreußen; † 5. Januar 1829 in Wenden)
- Johann Ludwig Alexander von Kieter[6]  (* 1. April 1789 in Wenden; † 1. Februar 1852 in Riga), Kreisfiskal ⚭ Johanna Friederica († 1823)
  - Konstantin August Ludwig von Kieter (1811–1885), Wirklicher Staatsrat, Mitglied in der Gesellschaft für Geschichte und Altertumskunde der Ostseeprovinzen Russlands[7][8]
    - Arthur Georg Ludwig von Kieter (* 1843; † 1894)
      - Heinrich Georg von Kieter (* 1883; † 1920 in Saratow)
        - Erich Eberhard von Kieter (* 1908; † 1948 in Eutin)

  - Justinus Ludwig Alexander von Kieter (* 1813; † 1879), Chirurg
  - Georg Ludwig Wilhelm von Kieter (* 1814; † 1873 in Sankt Petersburg), Generalmajor in der kaiserlich-russischen Armee[9]